# Encentrum oxyodon
Encentrum oxyodon är en hjuldjursart som beskrevs av Wulfert 1936. Encentrum oxyodon ingår i släktet Encentrum och familjen Dicranophoridae. Inga underarter finns listade i Catalogue of Life.